# Ongarue (rivière)
La rivière Ongarue (en anglais : Ongarue River) est un cours d’eau des Régions de Waikato et de Manawatu-Wanganui dans l’Île du Nord de la Nouvelle-Zélande, et un affluent gauche du fleuve Whanganui.

## Géographie
De 73 km de longueur, c’est un affluent majeur du fleuve Whanganui.  Elle s’écoule vers l’ouest puis vers le sud à partir de sa source dans la chaîne d‘Hauhungaroa’ au  nord-ouest du lac Taupo, passant à travers la ville de Taumarunui avant d’atteindre le fleuve Whanganui.

## Affluents
Les affluents de la rivière Ongarue comprennent la rivière Maramataha et la rivière Taringamotu.